# Peruviaanse algemene verkiezingen 2006
De Peruviaanse algemene verkiezingen in 2006 vonden plaats op 9 april, met een tweede ronde voor de verkiezingen voor de (vice)presidenten op 4 juni.
Tijdens deze verkiezingen werd er het volgende gekozen:
- Een nieuwe president van Peru
- Twee nieuwe vicepresidenten van Peru
- 120 leden van het Peruviaanse congres
- Vijf leden van het parlement van de Andesgemeenschap

## Presidentsverkiezingen
Bij elkaar waren er 24 kandidaten voor het presidentschap van Peru. De eerste ronde vond plaats op 9 april, waarin Ollanta Humala Tasso 30,6% van de stemmen haalde en Alan García Pérez 24,3%.
In de tweede ronde won García won de presidentschapverkiezingen met een meerderheid van stemmen van 55,5%.
Hieronder volgt een overzicht van de meest kansrijke kandidaten tijdens deze verkiezingen:
| Alliantie/partij           | Alliantie/partij | Kandidaten                | Kandidaten                     | Kandidaten                     |
| Naam                       | Type             | Presidentskandidaat       | Eerste Vicepresidentskandidaat | Tweede Vicepresidentskandidaat |
| -------------------------- | ---------------- | ------------------------- | ------------------------------ | ------------------------------ |
| Unie voor Peru             | partij           | Ollanta Humala Tasso      | Gonzalo García Núñez           | Carlos Torres Caro             |
| APRA                       | partij           | Alan García Pérez         | Luis Giampietri Rojas          | Lourdes Mendoza del Solar      |
| Nationale Eenheid          | coalitie         | Lourdes Flores Nano       | Arturo Woodman Pollit          | Luis Enrique Carpio            |
| Alliantie voor de Toekomst | coalitie         | Martha Chávez Cossio      | Santiago Fujimori Fujimori     | Rolando Sousa Huanambal        |
| Front van het Midden       | coalitie         | Valentín Paniagua Corazao | Alberto Andrade Carmona        | Gonzalo Aguirre Arriz          |
| Nationale Restauratie      | partij           | Humberto Lay Sun          | Máximo San Román               | María Eugenia De la Puente     |

## Congresverkiezingen
| \| \| Congres van de \| \| Republiek Peru vanaf 2006 \| \|                                                                        |                |
| |                |
| Samenstelling van het Peruviaanse congres na de verkiezingen van 2006.                                                            |                |
| ■ APRA■ Mogelijk Peru■ Nationale Restauratie■ Front van het Midden■ Nationale Eenheid■ Alliantie voor de Toekomst■ Unie voor Peru |                |
| | Congres van de |
| Republiek Peru vanaf 2006 |                |

Tijdens de verkiezingen werd eveneens een nieuw Peruviaans congres gekozen. Het congres kende toen 120 zetels en de verdeling was als volgt:
| Alliantie/partij                               | Aantal zetels | Aantal stemmen |
| ---------------------------------------------- | ------------- | -------------- |
| Unie voor Peru                                 | 45            | 2.274.797      |
| Amerikaanse Populaire Revolutionaire Alliantie | 36            | 2.213.623      |
| Nationale Eenheid                              | 17            | 1.648.717      |
| Alliantie voor de Toekomst                     | 13            | 1.408.069      |
| Front van het Midden                           | 5             | 760.261        |
| Mogelijk Peru                                  | 2             | 441.462        |
| Nationale Restauratie                          | 2             | 432.209        |
| Totaal                                         | 120           | 9.179.138      |